# Acidente do Lockheed L-100 em Angola em 1989
O acidente do Lockheed L-100 em Angola em 1989 foi um acidente aéreo envolvendo um Lockheed Hercules L-100 que caiu na aproximação final de Jamba do Cuando, Angola em 27 de novembro de 1989. O voo tinha origem no aeroporto de Camina, no Zaire, e tentava uma aproximação de baixo nível à noite. A aeronave pertencia à empresa de fachada da CIA, Tepper Aviation; estava entregando armas à UNITA. O acidente matou "Bud" Peddy, chefe da Tepper Aviation, que atuava como o piloto do avião. A bordo estavam vários americanos, dois alemães ocidentais e um britânico. Todos morreram no acidente.